# Öresundshuset
Öresundshuset är en kontorsbyggnad i Nyhamnen i Malmö intill Malmö centralstation. Den inhyser ett tiotal företag och föreningar, däribland SMHI och Sjöfartsverket. Öresundshuset var tidigare benämningen på vad som nu kallas Bylgiahuset.
I Öresundshuset finns den gemensamma dansk-svenska ledningscentralen för fartygstrafikservice (Vessel Trafic Service) för Öresund, Sound VTS.